# カルロス・アルベルト・スリアーノ・ジュニオール
カルロス・アルベルト・スリアーノ・ジュニオール（Carlos Alberto Suriano Junior、1981年4月8日 - ）は、ブラジル出身のサッカー指導者。

## 来歴
2001年より、キンゼ・デ・ジャウーのジュニアユース世代からトップチームまでのフィジカルコーチを歴任。
2006年からは、日本の湘南ベルマーレで5年間フィジカルコーチを務めた。2011年、徳島ヴォルティスのフィジカルコーチに就任。2012年シーズン終了後、契約満了に伴い退任した。
2014年、ジュビロ磐田のフィジカルコーチに就任。
2015年、フィジカルコーチとして徳島に復帰。

## 指導歴
- 2001年 - 2005年  ECキンゼ・デ・ノヴェンブロ (ジャウー)
  - 2001年 U-15 フィジカルコーチ
  - 2002年 U-17 フィジカルコーチ
  - 2003年 - 2005年 トップチーム フィジカルコーチ
- 2006年 - 2010年  湘南ベルマーレ フィジカルコーチ
- 2011年 - 2012年  徳島ヴォルティス フィジカルコーチ
- 2013年  ECキンゼ・デ・ノヴェンブロ (ジャウー) フィジカルコーチ
- 2014年   ジュビロ磐田 フィジカルコーチ
- 2015年 -  徳島ヴォルティス フィジカルコーチ